# Lăng Tiêu Túc
Lăng Tiêu Túc (凌潇肃,tên phiên âm: Ling Xiao Su,22 tháng 5 năm 1980) là một nam diễn viên Trung Quốc,xuất thân từ Học viện điện ảnh Bắc Kinh, khoa biểu diễn, niên khóa 1999. Anh nổi tiếng với các vai diễn chính trong các phim truyền hình Trung Quốc bao gồm: Hồng Thế Hiền trong Hoa hồng có gai, Vương Sinh trong Họa bì, Lưu Học Đống của Giao Vương (Thiên hạ vô địch vua vật), Lục Phi trong Những ngày sống cùng nữ tiếp viên hàng không.

## Tiểu sử
Lăng Tiêu Túc chào đời vào ngày 22 tháng 5 năm 1980 tại Tây An, Trung Quốc. Tên thật của Lăng Tiêu Túc là Lăng Túc. Lăng Tiêu Túc là người gốc mãn châu, vì bố của anh là người gốc mãn.
Lăng Tiêu Túc sinh trưởng trong gia đình làm nghệ thuật. Mẹ là đạo diễn kiêm nhà biên kịch của đài truyền hình Tây An, ông là nhiếp ảnh gia tại đài truyền hình Tây An, còn ông cố của anh là đạo diễn nổi tiếng Ling zhi fei.
Lăng Tiêu Túc trưởng thành trong gia đình hôn nhân đỗ vỡ. Cha mẹ anh đã ly hôn khi anh mới lên 9 tuổi.Mặc dù sinh trưởng trong gia đình nghệ thuật, nhưng Lăng Tiêu Túc rất có năng khiếu về thể thao đặc biệt là điền kinh. Năm lớp 11, anh đã nằm trong số những vận động viên của quốc gia về môn chạy nước rút. Năm 1999,khi đậu vào Học viện điện ảnh Bắc Kinh, anh cũng đại diện cho trường tham dự giải điền kinh dành cho sinh viên các trường đại học.

## Hôn nhân
Lăng Tiêu Túc từng có cuộc hôn nhân kéo dài bảy năm với nữ diễn viên Diêu Thần. 
Hai người là bạn học cùng lớp tại khoa biểu diễn tại Học viện điện ảnh Bắc Kinh niên khóa 1999. Ban đầu, họ là một cặp oan gia ngõ hẹp vì tính cách trái ngược nhau, nhưng đến năm thứ hai thì trở thành một cặp trước sự ngỡ ngàng của mọi người trong trường. Đến năm 2004, họ đã đăng ký kết hôn và chính thức trở thành vợ chồng. Cặp đôi này được xem là cặp vợ chồng kiểu mẫu của làng giải trí Hoa ngữ vì tình cảm mặn nồng và không tạo scandal.
Tuy nhiên, đến ngày 28 tháng 01 năm 2011, họ bất ngờ tuyên bố ly hôn trên trang cá nhân. Vụ ly dị của Lăng Tiêu Túc và Diêu Thần đã gây xôn xao dư luận trong một thời gian dài và hao tốn giấy mực của báo giới trong năm 2011..
Dư luận đồn đoán là do sự xuất hiện của người thứ ba – nữ diễn viên Đường Nhất Phi. Tuy nhiên nguyên nhân dẫn đến ly hôn vẫn được người trong cuộc giữ bí mật, không được tiết lộ..
Đến nửa năm 2012, Lăng Tiêu Túc đã kết hôn với nữ diễn viên Đường Nhất Phi, còn Diêu Thần cũng kết hôn với đạo diễn Tào Úc và hạ sinh bé trai đầu lòng..

## Sự nghiệp diễn xuất
Lăng Tiêu Túc ghi dấu ấn diễn xuất với các vai diễn chính trong phim truyền hình Trung Quốc như: Hoa Hồng có gai (vai Hồng Thế Hiền) , Những ngày sống cùng nữ tiếp viên hàng không (vai Lục Phi), Hoạ bì (vai Vương Sinh),, Vua vật (vai Lưu Học Đống).
Đặc biệt, vai Vương Sinh trong phim Họa bì phiên bản truyền hình giúp anh gặt hái nhiều thành tựu trong sự nghiệp với danh hiệu nam diễn viên truyền hình nổi tiếng nhất đại lục năm 2011 tại Liên hoan phim 2011, liên hoan phim Youku năm 2011, giải diễn viên triển vọng của giải thưởng thần tượng châu Á năm 2012

## Danh sách những bộ phim đã tham gia
2002: Quan Trung Phỉ Sự
2002: Thành phố Là Phụ Nữ - Hồng Đại Sư
2003: Nhân Lệnh Quan Thiên - Lưu Hoành
2005: Vũ Lâm Ngoại Truyện - Lăng Đằng Vân
2005: Thiên Địa Chân Tân - Hồ Hướng Vinh
2006: Cuối Mỹ Hạ Thiên - Dương Quang
2007: Giao Vương: Thiên Hạ Vô Địch Vua Vật - Lưu Học Đống
2008: Phương Bắc Có Giai Nhân - Vương Hồng Hỷ
2009: Nhất Hoành Cách Sang Hoa - Lý Thanh Cách
2009: Lang Tâm Như Sắt - Hàn Kiệt
2010: Sống cùng nữ tiếp viên hàng không – Lục Phi
2010: Hướng Gia Các Dụ Nhằm
2011: Họa Bì - Vương Sinh
2011: Từ Tòng Quân
2011: Hoa hồng có gai - Hồng Thế Hiền
2011: Gặp gỡ thông gia – Phương Lỗi
2012: The colour of women
2013: Cang Thiên Lệ - Phương Cầm Minh
2013: The old boy
2013: War in the bud